# Tucker and Dale vs Evil
Tucker and Dale vs Evil ist eine kanadische Horrorkomödie von Eli Craig aus dem Jahr 2010. Der Spielfilm parodiert vor allem Splatter- und Slasher-Filme im sogenannten Backwood, erfolgreiche Subgenres des Horrorfilms.

## Handlung
Eine Gruppe von neun College-Studenten trifft auf dem Weg zum Camping in einer entlegenen Waldregion in den Appalachen auf die beiden leicht verwahrlosten Einheimischen Dale und Tucker, die auf die vorurteilsbeladenen Großstädter einen bedrohlichen Eindruck machen. Tatsächlich sind Dale und Tucker zwar einfältige, jedoch gutmütige Heimwerker, die nur ihre jüngst erworbene, heruntergekommene Ferienhütte renovieren und dort Urlaub machen wollen. Als die beiden beim nächtlichen Fischen auf einem Waldsee der Gruppe wiederbegegnen, retten sie die hübsche Allison, die bei dem Versuch, von einem Felsen aus ins Wasser zu steigen, verunglückt. Ihre Freunde, die im Dunkeln nicht genau sehen können, was passiert ist, glauben, dass Allison von den beiden entführt wurde und fliehen.
Allison erwacht in der Hütte der beiden und merkt bald, dass sie sich nicht vor ihnen fürchten muss. Ihre Freunde hingegen versuchen, angefeuert vom fanatischen Chad, Allison gewaltsam aus den Händen der vermeintlichen Kidnapper zu befreien. Eine Verkettung unglücklicher Umstände führt dazu, dass ein tollpatschiger Student nach dem anderen ganz ohne Dale und Tuckers Zutun stirbt, während die Überlebenden immer überzeugter davon sind, es mit skrupellosen Mördern zu tun zu haben. Allison gelingt es nach weiteren blutigen Zwischenfällen, Chad sowie Tucker und Dale an einen Tisch zu bringen, um das fatale Missverständnis aufzuklären. Doch die Situation eskaliert erneut und die Hütte geht in Flammen auf. Chad, der mit schweren Verbrennungen überlebt, verfällt dem Wahnsinn und entführt nun seinerseits Allison in ein Sägewerk, um Dale und Tucker in eine Falle zu locken. Im Zweikampf gegen Chad siegt Dale und kann somit Allison befreien. Chad fällt aus einem Fenster und verunglückt vermeintlich tödlich. Es scheint, Allison wäre die einzige Überlebende der Studentengruppe.
Zum Schluss wird gezeigt, dass Dale ein Date mit Allison hat, bei welchem die beiden sich küssen.
Ob es zwischen den beiden zu einer Beziehung kommt, bleibt offen. Es sieht also nach einem Happy End aus.
Bei Betrachtung der Anfangsszene des Films ist dieses aber nicht mehr ganz sicher. In einer kurzen Szene sieht man, wie es nach dem Showdown im Sägewerk weitergeht. Eine Reporterin betritt nachts mit einem Kameramann das Sägewerk, um Spuren der Vorgänge zu finden. Beide werden von einer zunächst nicht sichtbaren Person niedergeschlagen. Die Person nimmt die Kamera auf und filmt sich für einen kurzen Moment selbst – es handelt sich um Chad, der die Auseinandersetzung mit Dale offenbar überlebt hat. Zudem wird mehrfach angedeutet, dass Chad der Sohn des in Rückblenden erwähnten „Killers vom Memorial Day“ ist.

## Veröffentlichung
Die Premiere des Films fand im Januar 2010 beim Sundance Film Festival statt. Am 21. August desselben Jahres gab es die Deutschland-Premiere beim Fantasy Filmfest in Berlin. In Zusammenarbeit mit der Horror-Convention Weekend Of Horrors wurde der Film im November 2010 einmalig im Kino gezeigt. Am 10. Februar 2011 kam der Film in die deutschen Kinos.

## Rezeption
Michael Kohler von der Frankfurter Rundschau erkennt in der „amüsante[n] Splatter-Parodie [eine] Parabel auf die Gefahren, die aus dem Zusammentreffen kultureller Missverständnisse und schlechter Kommunikation resultieren können“. Der Rezensent von Cinema kommt zu einem ähnlichen Fazit. Mit dem Film „reiht sich Regiedebütant Eli Craig in diesen blutigen Spaßkanon ein und stellt bravourös das Subgenre des Backwoodslashers auf den abgehackten Kopf“. Andreas Staben sieht ebenfalls „ein liebevolles Spiel mit Genremechanismen“ und urteilt: „In seiner liebevoll inszenierten und clever konstruierten Splatter-Komödie vereint [Craig] postmoderne Parodie mit herzhafter Hommage – und sein Protagonisten-Duo, das den ramponierten Ruf der Hillbillies aufpoliert, hat echtes Kult-Potential.“
Daniel Sander von Spiegel Online meint: „‚Tucker & Dale vs. Evil‘ mag die Genre-Konventionen umdrehen, wenn der Film die designierten Bösewichter zu hilflosen Opfern erklärt. Doch das Ergebnis bleibt dasselbe: gehäckselte, durchbohrte und gegrillte Studenten. Der viel größere Unterschied zu den meisten Horrorfilmen heutiger Tage ist die seltsame Warmherzigkeit, die durch das Gemetzel durchscheint. Das Blut fließt und die Gedärme spritzen in voller Splatter-Glorie, aber ohne den kalten Zynismus und hohlen Voyeurismus, wie sie vor allem die ‚Saw‘-Filme kultiviert haben.“
Das Lexikon des internationalen Films schreibt: „Aus Vorurteilen und Kommunikationspannen entwickelt der Film eine durchaus witzige, aber auch drastische Genre-Parodie, die ihre Vorbilder geschickt gegen den Strich bürstet und mit einem sympathischen Komiker-Paar in den Hauptrollen glänzt.“
Der Film wurde 2012 als Best Horror-Film bei den Home Media Magazine Awards nominiert.